# Guyana ai Giochi della XIX Olimpiade
La Guyana partecipò ai Giochi della XIX Olimpiade che si sono svolti a Città del Messico dal 12 al 27 ottobre 1968, con una delegazione di cinque atleti impegnati in quattro discipline: atletica leggera, ciclismo, pugilato e sollevamento pesi. Fu la sesta partecipazione di questo paese ai Giochi, la prima dopo l'indipendenza (le precedenti erano state con la denominazione di Guyana britannica). Non fu conquistata nessuna medaglia.